# Флоренс III (Холандия)
Флоренс III (Флорис) от Холандия (на немски: Florens III von Holland (Floris); * ок. 1138 или 1140; † 1 август 1190, Антиохия) от род Герулфинги, е от 1157 до 1190 г. граф на Холандия.

## Биография
Той е син на граф Дитрих VI от Холандия († 1157) и съпругата му София фон Салм-Рейнек († 1176), дъщеря на пфалцграф Ото I фон Салм († 1150) и съпругата му Гертруда фон Нортхайм († 1154), дъщеря на маркграф Хайнрих Дебели. Брат е на Ото I (1145 – 1208), граф на Бентхайм, Балдуин II († 1196) от 1178 г. епископ на Утрехт, и на Дитрих I († 1197), епископ на Утрехт от 1196 г.
Флоренс III е верен привърженик на император Фридрих I Барбароса, който му дава през 1177 г. титлата имперски княз. Флоренс наследява баща си през 1157 г. в управлението и се нарича граф на Холандия. Понеже е привърженик на Хоенщауфените той постига могъща позиция на Долен Рейн и Зеландия.
Заедно със синът му Вилхелм той придружава през 1189 г. императора в третия кръстоносен поход и умира в Антиохия от епидемия, вероятно от малария.

## Фамилия
Флоренс III се жени през 1161/1162 г. за Ада Хантингдон (* 1139; † 11 януари сл. 1204), дъщеря на принц Хенри от Шотландия, син на крал Дейвид I. Двамата имат девет деца:
- Дитрих VII (1164 – 1203)
- Вилхелм I (1165 – 1223)
- Ада (1163 – сл. 1205)

∞ 1176 за граф Ото I фон Бранденбург (1128 – 1184)
- Маргарета († сл. 1203)

∞ 1182 граф Дитрих III фон Клеве († 1202)
- Мехтхилд († ок. 1223)

∞ граф Арнолд I фон Берг († 1209)
- Флоренц († 1210), пропст в Утрехт (1198 – 1202), епископ на Глазгоу (1202 – 1207)
- Болдвин (1171 – 1204)
- Роберт (* 1173)
- Биатрис (* 1175)
- Елизабет (* 1177)
- Хедвиг (* 1179)
- Агнес (1181 – 1228), абатеса на Рийнсбург (1205 – 1228)